# NGC 4916
NGC 4916 је ознака објекта на координатама са ректансцензијом 13h 0m 54,5s и деклинацијом + 37° 21" 40'. Открио га је Лоренс Парсонс, 24. априла 1865. Каснијим посматрањима на том положају није уочен никакав астрономски објекат.